# Rogério Andrade Filho
André Rogério de Araújo Andrade Filho  (Santo Antônio de Jesus, 10 de agosto de 1997), mais conhecido como Rogério Andrade Filho, Rogerinho ou Andrezinho, é um estudante e político brasileiro. Atualmente é estudante de medicina. É filho do deputado estadual e ex-Prefeito de Santo Antônio de Jesus, Rogério Andrade e neto do ex-deputado estadual e ex-prefeito de Elísio Medrado, Aloísio Andrade.
Nas eleições de 2018, foi candidato a deputado estadual pelo PSD e foi eleito com 85.968 votos.